# 20027 Michaelwatson
20027 Michaelwatson este o planetă minoră (asteroid), cu un diametru de 7,69 km, din centura de asteroizi. A fost descoperită pe 1 martie 1992 la Observatorul La Silla de Uppsala–ESO Survey of Asteroids and Comets⁠(d). 
Obiectul prezintă o orbită caracterizată de o semiaxă mare de 3,107621 UAi, o excentricitate de 0,18, o înclinație de 7,8586 ° în raport cu ecliptica.